# كتابة مهنية
في عملية الكتابة ثلاثية المراحل، تتضمن المرحلة الأولى ما يعرف بما قبل الكتابة. تركز عملية ما قبل الكتابة على كيفية نقل المعلومات بشكل صحيح في رسالة وذلك بتحليل الغرض من تلك المعلومات، وتوقّع رد فعل القرّاء وضبط محتوى الرسالة بما يلائم توقعات القراء. من الأمثلة المعروفة على الطرق المستخدمة لتقييم الأداء في مرحلة ما قبل الكتابة: الكتابة الحرة والتخطيط والبحث ووضع الخطوط العريضة ولوحة القصة. 
تختلف الكتابة المهنية عن أنواع الكتابة الأخرى لأنها تتم بناءً على هدف وغرض، ويجب أن تكون موجّهة حسب القراء. من الأهمية بمكان أن يركز الكاتب المهني على التعبير على الأفكار بدلاً من التركيز على إعجاب القارئ المستهدف. الهدف هو إيصال الرسالة بأسلوب سهل وواضح.
تقسم عملية الكتابة إلى ثلاث مراحل مختلفة. تركز هذه المقالة على المرحلة الأولى التي تتضمن التحليل والتوقع والتكيّف. أما المرحلة الثانية فتتضمن البحث والتنظيم والتأليف. وتتضمن المرحلة الثالثة المراجعة والتصحيح والتقييم. عندما تكون الرسالة قصيرة، يجب أن تتم عملية الكتابة بسرعة نسبياً بحيث يكون الوقت المستغرق في كل مرحلة أقل من المعتاد. لكن عندما تكون الوثائق كبيرة، يجب أن يأخذ العمل الوقت اللازم لإنجاز كل مرحلة. كما يمكن إعادة ترتيب الخطوات أو إعادة بعضها إن تطلب الأمر. فعملية الكتابة هي عملية تكرارية ولا تسير على نسق واحد، لذا فإن للكاتب الحرية في مراجعة أي نص في أي مرحلة وإعادته. 
غالباً ما تتضمن الكتابة المهنية التعاون مع آخرين، كالعمل ضمن فرق. بشكلٍ عام، يكون تفاعل أعضاء الفريق أكثر ما يكون في البدايات، أي في المرحلة الأولى، حيث يتم تبادل الأفكار ومشاركتها. أما في المرحلة الثانية، يمكن أن يعمل كل فرد وحده لكتابة الجزء المخصص له. بعد انتهاء العمل، يجتمع أعضاء الفريق مرة أخرى في المرحلة الثالثة لمراجعة الوثيقة الكاملة.

## التحليل
تركز عملية التحليل، وهي الخطوة الأولى في عملية ما قبل الكتابة، على تحديد الأهداف الرئيسية للرسالة المراد إيصالها واختيار أكثر الطرق فعاليةً للتعبير عن المعلومات وإيصالها للجمهور المستهدف. تتطلب عملية تحديد الأهداف الرئيسية للكتابة أخذ متطلبات القراء بالاعتبار. هذا ويمكن نقل هذه الأفكار من خلال البريد الإلكتروني والرسائل الفورية والرسائل التجارية والمذكرات، والتقارير وغيرها من الوسائل. بشكل عام، يمكن أن تختص الكتابة المهنية لإعلام وإقناع الجمهور. ومع ذلك، فالكتابة المهنية ضرورية لتأسيس علاقات جيدة مع الجمهور.
إن اختيار الطريقة الملائمة لإيصال المعلومات مهم إلى حدٍ ما لتحسين كفاءة التعبير. يعتمد إيصال الرسالة بطريقة سليمة على عدد من العوامل. من الأهمية بمكان الأخذ بالاعتبار مدى أهمية الرسالة وردود الأفعال المطلوبة وتكلفة إيصال الرسالة.

## استباق رد فعل القارئ
يتضمن التوقع تحديدأنماط الجمهور وتعلّم ضبط الرسالة بما يتلائم مع توقعات متلقيها. يساعد تحديد أنماط الجمهور الكاتب في إنشاء الأسلوب الملائم ولغة الرسالة. كما يساعد على اختيار الطريقة الصحيحة لإيصال الرسالة. كما يساعد تحديد أنماط الجمهور في تحديد إمكانية وجود جمهور ثانوي. وقد تكون هناك حاجة إلى مزيد من المعلومات إذا كان الغرض إيصال الرسالة إلى ذلك الجمهور الثانوي.

## تهيئة الرسالة للجمهور
يتضمن التكيّف استخدام تقنيات معينة لإيصال الرسالة إلى الجمهور المستهدف. عند كتابة رسالة، من الأهمية بمكان الانتباه إلى الأسلوب، لأنه مؤشر جيد على كيف سيشعر القارئ عند قراءة الرسالة. قد تعطي الكلمات التي لا تختار بعناية انطباعاً سلبياً. لذا، يجب العناية باختيار الكلمات التي ستترك أثراً إيجابياً لدى القرّاء. إحدى هذه التقنيات تتضمن التركيز على وقْع الرسالة على القارئ. في حين تتضمن تقنية أخرى استخدام ضمير المخاطب في النص بحيث يشعر القارئ أن الخطاب موجه له وأن الكاتب يشعر بالقارئ. ثمة تقنية أخرى تتضمن استخدام اللغة الخالية من التحيّز، ما يعني أن الرسالة لن تتضمن إشارات جندرية أو تلميحات تمييز عنصري أو إشارات ضد عمر معين أو مشاعر معادية ضد ذوي الاحتياجات الخاصة، وبذا تضمن عدم الإساءة إلى أحد. هذا ويُنصح باستخدام أسلوب مهني احترافي لكن ودّي في ذات الوقت، وهذا يعني انطباعاً عن مدى احترافية الكاتب. كما أنه من الجيد استخدام الكلمات الإيجابية وتجنّب الروابط السلبية. أخيراً، يجب أن يكون الكاتب مؤدباً وأن يستخدم لغة بسيطة مفهومة.
تقع على عاتق الكاتب مسؤولية استخدام لغة أخلاقية، ما يجنبه احتماليات التقاضي إذا ما سببت كتاباته مشكلات. مثلاً عند الكتابة عن البورصة والخدمات المالية، من الضروري أن يراعي الكاتب القوانين التي تحمي حقوق المستثمرين. كما يجب أن يراعي الكاتب إضافة التحذيرات الملائمة الواضحة عن خطورة المنتج عندما يتعلق الأمر بالكتابة المتعلقة بالمعلومات الأمنية مثلاً. أما الرسائل المستخدمة في المبيعات والتسويق، فيجب أن لا تتضمن أي معلومات تضليلية أو خاطئة. يجب أن لا تكتب الرسالة بطريقة قد تخدع المستهلك. يساعد استخدام اللغة الملائمة أيضاً في تقييم الموظفين، ففي رسائل التوصية، يجب أن تكون اللغة إيجابية ولا تتخطى المعلومات المطلوبة المتعلقة بالوظيفة.